# Großer Preis von San Marino 1983
Der Große Preis von San Marino 1983 (offiziell III Gran Premio di San Marino) fand am 1. Mai 1983 auf dem Autodromo Dino Ferrari in Imola statt und war das vierte Rennen der Formel-1-Weltmeisterschaft 1983.

## Berichte

### Hintergründe
Osella präsentierte zum ersten Mal in dieser Saison ein Auto mit Alfa-Romeo-Motor. Es handelte sich um eine neue Version des FA1/D-Modells, dessen Aerodynamik vom Brabham BT52 inspiriert war und nur Piercarlo Ghinzani anvertraut wurde und nicht vom neuen Turbomotor von Alfa angetrieben wurde. Corrado Fabi hingegen nutzte immer noch das alte Auto mit Ford-Antrieb. Das neue Auto, der von Tony Southgate entworfene F1/E, wird erst ab dem Großen Preis von Großbritannien zum Einsatz kommen.
Um möglichen Sicherheitsproblemen vorzubeugen, beschloss die Rennleitung angesichts der hohen Anzahl an Fahrzeugen, die während des Rennens aufgetankt wurden, den Zutritt zu den Boxen für Nicht-Arbeiter zu verbieten oder das Überqueren des entlang der Trennwand angebrachten Schutznetzes zu verbieten.
Obwohl Jean-Louis Schlesser von RAM für das Rennen angemeldet war, nahm er nicht an der Veranstaltung teil. Arrows konnte den beim GP von Long Beach eingesetzten Alan Jones nicht zurückholen: Der Australier forderte ein zu hohes Gehalt. Arrows schlug daher Chico Serra erneut vor, obwohl die Möglichkeit eines Debüts für den belgischen Fahrer Thierry Boutsen in Betracht gezogen worden war.

### Training
René Arnoux, Ferrari-Fahrer, erzielte am ersten offiziellen Testtag die Bestzeit. Der Franzose beendete das Rennen mit einer Zeit von 1:33.419 Minuten vor Nelson Piquet und dem Renault-Duo Alain Prost und Eddie Cheever.

### Rennen
Patrick Tambay gewann im Ferrari vor den Tifosi. Es war ein nahezu perfektes Wochenende für die Scuderia Ferrari, nachdem sich Arnoux am Samstag die Pole-Position sicherte und im Rennen den 3. Platz erlangte. Prost fuhr mit dem Renault auf den zweiten Platz. Für Riccardo Patrese war das Rennen eine Enttäuschung. Kurz nachdem er den Führenden Tambay überholt hatte, verließ er mit seinen Brabham-BMW die Strecke und touchierte die Reifenstapel in Acque Mineralli, woraufhin er das Rennen beenden musste. Die restlichen Punkteplatzierungen belegten Keke Rosberg, John Watson und Marc Surer.

## Meldeliste
| Team                           | Nr. | Fahrer             | Chassis         | Motor                    | Reifen |
| ------------------------------ | --- | ------------------ | --------------- | ------------------------ | ------ |
| TAG Williams Team              | 01  | Keke Rosberg       | Williams FW08C  | Ford Cosworth DFV 3.0 V8 | G      |
| TAG Williams Team              | 02  | Jacques Laffite    | Williams FW08C  | Ford Cosworth DFV 3.0 V8 | G      |
| Benetton Tyrrell Team          | 03  | Michele Alboreto   | Tyrrell 011B    | Ford Cosworth DFV 3.0 V8 | G      |
| Benetton Tyrrell Team          | 04  | Danny Sullivan     | Tyrrell 011B    | Ford Cosworth DFV 3.0 V8 | G      |
| Fila Sport                     | 05  | Nelson Piquet      | Brabham BT52    | BMW M12/13 1,5 L4t       | M      |
| Fila Sport                     | 06  | Riccardo Patrese   | Brabham BT52    | BMW M12/13 1,5 L4t       | M      |
| Marlboro McLaren International | 07  | John Watson        | McLaren MP4/1C  | Ford Cosworth DFV 3.0 V8 | M      |
| Marlboro McLaren International | 08  | Niki Lauda         | McLaren MP4/1C  | Ford Cosworth DFV 3.0 V8 | M      |
| Team ATS                       | 09  | Manfred Winkelhock | ATS D6          | BMW M12/13 1,5 L4t       | G      |
| John Player Team Lotus         | 11  | Elio de Angelis    | Lotus 93T       | Renault EF1 1.5 V6t      | P      |
| John Player Team Lotus         | 12  | Nigel Mansell      | Lotus 92        | Ford Cosworth DFV 3.0 V8 | P      |
| Équipe Renault Elf             | 15  | Alain Prost        | Renault RE40    | Renault EF1 1.5 V6t      | M      |
| Équipe Renault Elf             | 16  | Eddie Cheever      | Renault RE40    | Renault EF1 1.5 V6t      | M      |
| RAM Automotive Team March      | 17  | Eliseo Salazar     | RAM 01          | Ford Cosworth DFV 3.0 V8 | P      |
| Marlboro Team Alfa Romeo       | 22  | Andrea de Cesaris  | Alfa Romeo 183T | Alfa Romeo 890T 1,5 V8t  | M      |
| Marlboro Team Alfa Romeo       | 23  | Mauro Baldi        | Alfa Romeo 183T | Alfa Romeo 890T 1,5 V8t  | M      |
| Équipe Ligier Gitanes          | 25  | Jean-Pierre Jarier | Ligier JS21     | Ford Cosworth DFV 3.0 V8 | M      |
| Équipe Ligier Gitanes          | 26  | Raul Boesel        | Ligier JS21     | Ford Cosworth DFV 3.0 V8 | M      |
| Scuderia Ferrari SpA SEFAC     | 27  | Patrick Tambay     | Ferrari 126C2B  | Ferrari 021 1.5 V6t      | G      |
| Scuderia Ferrari SpA SEFAC     | 28  | René Arnoux        | Ferrari 126C2B  | Ferrari 021 1.5 V6t      | G      |
| Arrows Racing Team             | 29  | Marc Surer         | Arrows A6       | Ford Cosworth DFV 3.0 V8 | G      |
| Arrows Racing Team             | 30  | Chico Serra        | Arrows A6       | Ford Cosworth DFV 3.0 V8 | G      |
| Osella Squadra Corse           | 31  | Corrado Fabi       | Osella FA1D     | Ford Cosworth DFV 3.0 V8 | M      |
| Osella Squadra Corse           | 32  | Piercarlo Ghinzani | Osella FA1E     | Alfa Romeo 1260 3.0 V12  | M      |
| Theodore Racing Team           | 33  | Roberto Guerrero   | Theodore N183   | Ford Cosworth DFV 3.0 V8 | G      |
| Theodore Racing Team           | 34  | Johnny Cecotto     | Theodore N183   | Ford Cosworth DFV 3.0 V8 | G      |
| Candy Toleman Motorsport       | 35  | Derek Warwick      | Toleman TG183B  | Hart 415T 1.5 L4t        | P      |
| Candy Toleman Motorsport       | 36  | Bruno Giacomelli   | Toleman TG183B  | Hart 415T 1.5 L4t        | P      |

## Klassifikationen

### Qualifying
| Pos. | Fahrer             | Konstrukteur      | Qualifikationstraining 1 | Qualifikationstraining 1 | Qualifikationstraining 2 | Qualifikationstraining 2 | Start |
| Pos. | Fahrer             | Konstrukteur      | Zeit                     | Ø-Geschwindigkeit        | Zeit                     | Ø-Geschwindigkeit        | Start |
| ---- | ------------------ | ----------------- | ------------------------ | ------------------------ | ------------------------ | ------------------------ | ----- |
| 01   | René Arnoux        | Ferrari           | 1:33,419                 | 194,222 km/h             | 1:31,238                 | 198,865 km/h             | 01    |
| 02   | Nelson Piquet      | Brabham-BMW       | 1:33,542                 | 193,966 km/h             | 1:31,964                 | 197,295 km/h             | 02    |
| 03   | Patrick Tambay     | Ferrari           | 1:34,221                 | 192,569 km/h             | 1:31,967                 | 197,288 km/h             | 03    |
| 04   | Alain Prost        | Renault           | 1:33,653                 | 193,736 km/h             | 1:32,138                 | 196,922 km/h             | 04    |
| 05   | Riccardo Patrese   | Brabham-BMW       | 1:36,243                 | 188,523 km/h             | 1:32,969                 | 195,162 km/h             | 05    |
| 06   | Eddie Cheever      | Renault           | 1:33,888                 | 193,252 km/h             | 1:33,450                 | 194,157 km/h             | 06    |
| 07   | Manfred Winkelhock | ATS-BMW           | 1:35,010                 | 190,969 km/h             | 1:33,470                 | 194,116 km/h             | 07    |
| 08   | Andrea de Cesaris  | Alfa Romeo        | 1:34,345                 | 192,315 km/h             | 1:33,528                 | 193,995 km/h             | 08    |
| 09   | Elio de Angelis    | Lotus-Renault     | 1:35,091                 | 190,807 km/h             | 1:34,332                 | 192,342 km/h             | 09    |
| 10   | Mauro Baldi        | Alfa Romeo        | 1:35,000                 | 190,989 km/h             | 1:36,620                 | 187,787 km/h             | 10    |
| 11   | Keke Rosberg       | Williams-Ford     | 1:36,145                 | 188,715 km/h             | 1:35,086                 | 190,817 km/h             | 11    |
| 12   | Marc Surer         | Arrows-Ford       | 1:35,723                 | 189,547 km/h             | 1:35,411                 | 190,167 km/h             | 12    |
| 13   | Michele Alboreto   | Tyrrell-Ford      | 1:35,988                 | 189,024 km/h             | 1:35,525                 | 189,940 km/h             | 13    |
| 14   | Derek Warwick      | Toleman-Hart      | 1:35,676                 | 189,640 km/h             | 1:36,881                 | 187,281 km/h             | 14    |
| 15   | Nigel Mansell      | Lotus-Ford        | 1:36,391                 | 188,233 km/h             | 1:35,703                 | 189,587 km/h             | 15    |
| 16   | Jacques Laffite    | Williams-Ford     | 1:36,630                 | 187,768 km/h             | 1:35,707                 | 189,579 km/h             | 16    |
| 17   | Bruno Giacomelli   | Toleman-Hart      | 1:35,969                 | 189,061 km/h             | keine Zeit               | –                        | 17    |
| 18   | Niki Lauda         | McLaren-Ford      | 1:38,089                 | 184,975 km/h             | 1:36,099                 | 188,805 km/h             | 18    |
| 19   | Jean-Pierre Jarier | Ligier-Ford       | 1:37,544                 | 186,008 km/h             | 1:36,116                 | 188,772 km/h             | 19    |
| 20   | Chico Serra        | Arrows-Ford       | 1:37,337                 | 186,404 km/h             | 1:36,258                 | 188,493 km/h             | 20    |
| 21   | Roberto Guerrero   | Theodore-Ford     | 1:36,792                 | 187,454 km/h             | 1:36,324                 | 188,364 km/h             | 21    |
| 22   | Danny Sullivan     | Tyrrell-Ford      | 1:37,320                 | 186,436 km/h             | 1:36,359                 | 188,296 km/h             | 22    |
| 23   | Johnny Cecotto     | Theodore-Ford     | 1:37,554                 | 185,989 km/h             | 1:36,638                 | 187,752 km/h             | 23    |
| 24   | John Watson        | McLaren-Ford      | 1:37,847                 | 185,432 km/h             | 1:36,652                 | 187,725 km/h             | 24    |
| 25   | Raul Boesel        | Ligier-Ford       | 1:39,435                 | 182,471 km/h             | 1:37,322                 | 186,433 km/h             | 25    |
| 26   | Corrado Fabi       | Osella-Ford       | 1:37,952                 | 185,234 km/h             | 1:37,711                 | 185,690 km/h             | 26    |
| DNQ  | Eliseo Salazar     | RAM-Ford          | 1:38,691                 | 183,847 km/h             | 1:38,097                 | 184,960 km/h             | –     |
| DNQ  | Piercarlo Ghinzani | Osella-Alfa Romeo | 1:39,248                 | 182,815 km/h             | 1:38,873                 | 183,508 km/h             | –     |

### Rennen
| Pos. | Fahrer             | Konstrukteur  | Runden | Stopps | Zeit        | Start | Schnellste Runde |
| ---- | ------------------ | ------------- | ------ | ------ | ----------- | ----- | ---------------- |
| 01   | Patrick Tambay     | Ferrari       | 60     |        | 1:37:52,460 | 09    |                  |
| 02   | Alain Prost        | Renault       | 60     |        | + 48,781    | 06    |                  |
| 03   | René Arnoux        | Ferrari       | 59     |        | + 1 Runde   | 01    |                  |
| 04   | Keke Rosberg       | Williams-Ford | 59     |        | + 1 Runde   | 11    |                  |
| 05   | John Watson        | McLaren-Ford  | 59     |        | + 1 Runde   | 24    |                  |
| 06   | Marc Surer         | Arrows-Ford   | 59     |        | + 1 Runde   | 12    |                  |
| 07   | Jacques Laffite    | Williams-Ford | 59     |        | + 1 Runde   | 16    |                  |
| 08   | Chico Serra        | Arrows-Ford   | 58     |        | + 2 Runden  | 20    |                  |
| 09   | Raul Boesel        | Ligier-Ford   | 58     |        | + 2 Runden  | 25    |                  |
| 10   | Mauro Baldi        | Alfa Romeo    | 57     |        | DNF         | 10    |                  |
| 11   | Manfred Winkelhock | ATS-BMW       | 57     |        | + 3 Runden  | 07    |                  |
| –    | Nigel Mansell      | Lotus-Ford    | 56     |        | DNF         | 15    |                  |
| –    | Riccardo Patrese   | Brabham-BMW   | 54     |        | DNF         | 05    | 1:34,427 (47.)   |
| –    | Andrea de Cesaris  | Alfa Romeo    | 45     |        | DNF         | 08    |                  |
| –    | Elio de Angelis    | Lotus-Renault | 43     |        | DNF         | 09    |                  |
| –    | Nelson Piquet      | Brabham-BMW   | 41     |        | DNF         | 02    |                  |
| –    | Jean-Pierre Jarier | Ligier-Ford   | 39     |        | DNF         | 19    |                  |
| –    | Danny Sullivan     | Tyrrell-Ford  | 37     |        | DNF         | 22    |                  |
| –    | Derek Warwick      | Toleman-Hart  | 27     |        | DNF         | 14    |                  |
| –    | Corrado Fabi       | Osella-Ford   | 20     |        | DNF         | 26    |                  |
| –    | Bruno Giacomelli   | Toleman-Hart  | 20     |        | DNF         | 17    |                  |
| –    | Niki Lauda         | McLaren-Ford  | 11     |        | DNF         | 18    |                  |
| –    | Johnny Cecotto     | Theodore-Ford | 11     |        | DNF         | 23    |                  |
| –    | Michele Alboreto   | Tyrrell-Ford  | 10     |        | DNF         | 13    |                  |
| –    | Roberto Guerrero   | Theodore-Ford | 3      |        | DNF         | 21    |                  |
| –    | Eddie Cheever      | Renault       | 1      |        | DNF         | 06    |                  |

## WM-Stände nach dem Rennen
Die ersten sechs des Rennens bekamen 9, 6, 4, 3, 2 bzw. 1 Punkt(e). In der Fahrerwertung wurden die besten elf Resultate, in der Konstrukteurswertung alle Resultate gewertet.

### Fahrerwertung
| Pos. | Fahrer           | Konstrukteur  | Punkte |
| ---- | ---------------- | ------------- | ------ |
| 01   | Alain Prost      | Renault       | 15     |
| 02   | Nelson Piquet    | Brabham-BMW   | 15     |
| 03   | Patrick Tambay   | Ferrari       | 14     |
| 04   | John Watson      | McLaren-Ford  | 11     |
| 05   | Niki Lauda       | McLaren-Ford  | 10     |
| 06   | René Arnoux      | Ferrari       | 8      |
| 07   | Jacques Laffite  | Williams-Ford | 7      |
| 08   | Keke Rosberg     | Williams-Ford | 5      |
| 09   | Eddie Cheever    | Renault       | 4      |
| 10   | Marc Surer       | Arrows-Ford   | 4      |
| 11   | Johnny Cecotto   | Theodore-Ford | 1      |
| 12   | Raul Boesel      | Ligier-Ford   | 0      |
| 13   | Michele Alboreto | Tyrrell-Ford  | 0      |
| 14   | Derek Warwick    | Toleman-Hart  | 0      |

| Pos. | Fahrer             | Konstrukteur  | Punkte |
| ---- | ------------------ | ------------- | ------ |
| 15   | Danny Sullivan     | Tyrrell-Ford  | 0      |
| 16   | Chico Serra        | Arrows-Ford   | 0      |
| 17   | Jean-Pierre Jarier | Ligier-Ford   | 0      |
| 18   | Riccardo Patrese   | Brabham-BMW   | 0      |
| 19   | Mauro Baldi        | Alfa Romeo    | 0      |
| 20   | Nigel Mansell      | Lotus-Ford    | 0      |
| 21   | Andrea de Cesaris  | Alfa Romeo    | 0      |
| 22   | Bruno Giacomelli   | Toleman-Hart  | 0      |
| 23   | Manfred Winkelhock | ATS-BMW       | 0      |
| 24   | Eliseo Salazar     | RAM-Ford      | 0      |
| –    | Roberto Guerrero   | Theodore-Ford | 0      |
| –    | Corrado Fabi       | Osella-Ford   | 0      |
| –    | Alan Jones         | Arrows-Ford   | 0      |
| –    | Elio de Angelis    | Alfa Romeo    | 0      |

### Konstrukteurswertung
| Pos. | Konstrukteur  | Punkte |
| ---- | ------------- | ------ |
| 01   | Ferrari       | 22     |
| 02   | McLaren-Ford  | 21     |
| 03   | Renault       | 19     |
| 04   | Brabham-BMW   | 15     |
| 05   | Williams-Ford | 12     |
| 06   | Arrows-Ford   | 4      |
| 07   | Theodore-Ford | 1      |
| 08   | Ligier-Ford   | 0      |

| Pos. | Konstrukteur | Punkte |
| ---- | ------------ | ------ |
| 09   | Tyrrell-Ford | 0      |
| 10   | Toleman-Hart | 0      |
| 11   | Lotus-Ford   | 0      |
| 12   | Alfa Romeo   | 0      |
| 13   | RAM-Ford     | 0      |
| 14   | ATS-BMW      | 0      |
| –    | Osella-Ford  | 0      |